# Chorodna testaceata
Chorodna testaceata är en fjärilsart som beskrevs av Moore 1867. Chorodna testaceata ingår i släktet Chorodna och familjen mätare. Inga underarter finns listade i Catalogue of Life.